# Pluies d'été
Pour plus de détails, voir Fiche technique et Distribution.
Pluies d'été (Chuvas de Verão) est un film brésilien réalisé par Carlos Diegues, sorti en 1978.
En novembre 2015, le film est inclus dans la liste établie par l'Association brésilienne des critiques de cinéma (Abraccine) des 100 meilleurs films brésiliens de tous les temps.

## Synopsis
Afonso, veuf de 70 ans vivant dans une banlieue pauvre de Rio de Janeiro tombe amoureux d'Isaura, une femme du même âge que lui.

## Fiche technique
- Titre français : Pluies d'été
- Titre original : Chuvas de Verão
- Réalisation : Carlos Diegues
- Scénario : Carlos Diegues
- Pays d'origine : Brésil
- Format : Couleurs - 35 mm - Mono
- Genre : drame
- Durée : 93 minutes
- Dates de sortie : 
  - Espagne : décembre 1978 (Huelva Latin American Film Festival)
  - France : décembre 1979 (Nantes Festival of 3 Continents)
  - France : 22 juillet 1981

## Distribution
- Joffre Soares : Afonso
- Míriam Pires : Isaura
- Cristina Aché : Lurdinha
- Daniel Filho : Geraldinho
- Marieta Severo : Dodora

## Récompenses et distinctions

### Festival de Brasília 1978
- Prix du meilleur montage, meilleure mise en scène, meilleur acteur, meilleure actrice

### Fédération des ciné club de Rio de Janeiro
- Prix São Saruê du meilleur film

### Festival du cinéma ibéro-américain de Huelva1978
- Golden Colon